# 50e division d'infanterie (Empire allemand)
La 50e division d'infanterie  est une unité de l'armée allemande, créée en 1915 qui participe à la Première Guerre mondiale sur le front de l'ouest. La division est successivement employée lors de la bataille de Champagne et en juin 1916 sur le front de  Verdun où elle capture le fort de Vaux. Au cours de l'année 1917, elle est stationnée sur le front de l'Aisne et combat sur le chemin des Dames en avril et en octobre.
En 1918, la 50e division d'infanterie est une division de choc qui attaque en Picardie lors de l'offensive Michael puis sur l'Aisne. Durant l'été et l'automne 1918, elle livre des combats défensifs violents sur cette partie du front. Après la signature de l'armistice, la division est rapatriée en Allemagne et dissoute au cours de l'année 1919.

## Première Guerre mondiale

### Composition

#### 1915 - 1916
- 100e brigade d'infanterie

39e régiment de fusiliers
53e régiment d'infanterie
158e régiment d'infanterie
- 1 escadron du 16e régiment d'uhlans
- 50e brigade d'artillerie

99e régiment d'artillerie de campagne (6 batteries)
100e régiment d'artillerie de campagne (6 batteries dont 3 d'obusiers)
- 99e et 100e compagnie de pionniers

#### 1917
- 100e brigade d'infanterie

39e régiment de fusiliers
53e régiment d'infanterie
158e régiment d'infanterie
- 1 escadron du 16e régiment d'uhlans
- 50e commandement d'artillerie divisionnaire

99e régiment d'artillerie de campagne (9 batteries)
- 50e bataillon de pionniers

#### 1918
- 100e brigade d'infanterie

39e régiment de fusiliers
53e régiment d'infanterie
158e régiment d'infanterie
- 1 escadron du 16e régiment d'uhlans
- 50e commandement d'artillerie divisionnaire

99e régiment d'artillerie de campagne (9 batteries)
95e bataillon d'artillerie à pied
- 50e bataillon de pionniers

### Historique

#### 1915
- mars : la division est formée à partir des troupes du 7e corps d'armée et du 7e corps de réserve, le 158e régiment d'infanterie provient de la 13e division d'infanterie, le 53e régiment d'infanterie de la 14e division d'infanterie et le 39e régiment de fusiliers de la 14e division de réserve[1].
- avril : occupation d'un secteur en Champagne dans la région sud de Sommepy.
- mai - fin octobre : occupation d'un secteur vers Tahure, au nord de Perthes et du Mesnil. À partir du 25 septembre, la division est engagée dans la bataille de Champagne et subit de fortes pertes[n 1].
- fin octobre - 7 novembre : retrait du front, réorganisation de la division dans la région de Vouziers et de Juniville.
- 7 novembre 1915 - 4 avril 1916 : mouvement vers le front, occupation d'un secteur dans la région de Prosnes et de Prunay à l'est de Reims.

#### 1916
- 4 - 30 avril : retrait du front, mouvement vers Verdun dans la région d'Ornes.
- 1er mai - 21 novembre : mouvement vers le front, engagée dans la bataille de Verdun au nord de Vaux-devant-Damloup.

1er - 3 juin : attaque allemande entre le bois de la Caillette et Damloup vers le fort de Vaux.
7 juin : capture du fort de Vaux par le 158e régiment d'infanterie.
juin - juillet : retrait du front, réorganisation et repos dans la région d'Étain, éléments en secteur dans la plaine de la Woëvre. Puis à nouveau engagée dans la bataille de Verdun à la fin du mois de juillet au sud de Vaux.
1er août : attaque allemande sur La Lauffée.
8 août : contre-attaque française.
24 octobre - 4 novembre : subit l'attaque française, la division est repoussée. Le fort de Vaux est abandonné le 2 novembre. Les pertes de la division sont importantes durant ces combats.
- 21 novembre 1916 - 15 février 1917 : retrait du front, mouvement de rocade vers l'Argonne. Occupation d'un secteur vers Vauquois.

#### 1917
- 15 février - 8 avril : retrait du front, repos dans la région de Saulces-Champenoises, puis au camp de Sissonne et enfin vers Thenailles ; en réserve de la VIe armée allemande.
- 8 - 28 avril : mouvement vers le front. À partir du 15 avril, engagée vers Juvincourt dans la bataille du Chemin des Dames[1]. La division subit de lourdes pertes après les attaques françaises.
- 28 avril - 10 mai : retrait du front, repos et réorganisation de la division dans la région de Nizy-le-Comte à proximité du camp de Sissonne.
- 10 mai - 30 juin : mouvement vers le front, à nouveau engagée dans la bataille du Chemin des Dames vers Allemant.
- 30 juin - 31 juillet : retrait du front, mouvement vers Mons-en-Laonnois, repos dans la région de Coucy-lès-Eppes et de Parfondru.
- 31 juillet - 1er novembre : mouvement vers le Chemin des Dames, occupation d'un secteur vers Ailles. Engagée les 24 et 25 octobre dans la bataille de la Malmaison, la division entame ensuite un repli au-delà de l'Ailette entre Neuville-sur-Ailette et l'extérieur de Chamouille.
- 2 novembre 1917 - 9 janvier 1918 : occupation et organisation d'un secteur entre Neuville-sur-Ailette et Chamouille.

#### 1918
- 9 janvier - 14 février : retrait du front par extension des longueurs de front occupé par les divisions voisines, mouvement par V.F. dans la région de Chimay, à partir du 14 janvier repos et instructions.
- 14 février - 20 mars : mouvement vers La Capelle et Fontenelle ; instruction, mise en réserve de la XVIIIe armée allemande.
- 21 mars - 1er avril : engagée dans l'offensive Michael au sud-ouest de Saint-Quentin, fait partie des divisions d'attaque. Le 21 mars elle atteint Holnon, le 22 mars Étreillers, puis Hangest-en-Santerre le 29 mars et Moreuil le 30 mars avec de lourdes pertes[2].
- 2 avril - 27 mai : retrait du front, mouvement vers la région de Lassigny ; reconstitution, repos et instruction.
- 27 mai - 13 juin : engagée dans la bataille de l'Aisne, attaque autour de Craonne, la division atteint Pontavert et franchit l'Aisne le même jour[2].

28 mai : poursuite de l'attaque, la Vesle est franchie à l'ouest de Breuil.
30 mai : prise de Goussancourt et atteint la Marne à l'est de Dormans. Ces différentes attaques entraînent de lourdes pertes pour la division.
- 13 juin - 19 juillet : relève par la 28e division de réserve[2], retrait du front et mouvement vers Laon ; repos.
- 19 juillet - 2 août : mouvement vers le front, engagée dans la bataille de la Marne au sud-ouest de Reims pour s'opposer à la progression des troupes alliées.
- 2 août - 30 septembre : retrait du front, reconstitution et repos.
- 30 septembre - 7 novembre : mouvement vers le front au nord-ouest de Reims vers Prouilly et Cormicy. Impliquée dans les combats défensifs de l'armée allemande dans la région. La division est contrainte de se replier devant la pression des troupes alliées par Brimont, Guignicourt et Banogne[2].
- 7 - 11 novembre : retrait du front, à nouveau en ligne le 8 novembre du côté de Mézières jusqu'au 11 novembre. Après la fin du conflit, la division est transférée en Allemagne où elle est dissoute au cours de l'année 1919.

## Chefs de corps
| Grade           | Nom                       | Date                             |
| --------------- | ------------------------- | -------------------------------- |
| Generalleutnant | George von Engelbrechten  | 1er mars 1915 - 8 juillet 1918   |
| Generalmajor    | Friedrich von Derschau    | 9 juillet - 6 novembre 1918      |
| Generalmajor    | Georg von Alt-Stutterheim | 7 novembre 1918 - 2 janvier 1919 |